# Blabia bicuspis
Blabia bicuspis là một loài bọ cánh cứng trong họ Cerambycidae.